# Girls Like
Girls Like è un singolo del rapper britannico Tinie Tempah, pubblicato il 26 febbraio 2016 come secondo estratto dal terzo album in studio Youth.

## Descrizione
Decima traccia dell'album, Girls Like, che vede la partecipazione della cantante svedese Zara Larsson, è un brano dance pop e deep house.

## Promozione
Tempah e Larsson hanno presentato Girls Like dal vivo per la prima volta il 2 aprile 2016 al Jonathan Ross Show.

## Video musicale
Il rapper ha pubblicato un'anteprima del video musicale tramite il proprio profilo Instagram. Girato in un sobborgo della Città del Capo, è stato reso disponibile per intero attraverso il suo canale YouTube il 17 marzo 2016.

## Tracce
Testi e musiche di Patrick Okogwu, Aleisha Bennett, Cristopher Butler, Janee Bennet, Lewis Jankel, Mack, Nana Bediako Rogues e Zara Maria Larsson.
1. Girls Like (feat. Zara Larsson) – 3:16

## Formazione
Musicisti
- Tinie Tempah – voce
- Zara Larsson – voce aggiuntiva
- Nana Rouges – voce, programmazione
- Wez Clarke – programmazione

Produzione
- Nana Rogues – produzione
- Richie Montana – produzione, ingegneria del suono, registrazione
- Shift K3Y – produzione
- Wez Clarke – mastering, missaggio

## Classifiche

### Classifiche settimanali
| Classifica (2016) | Posizione massima |
| ----------------- | ----------------- |
| Australia         | 15                |
| Belgio (Fiandre)  | 16                |
| Belgio (Vallonia) | 73                |
| Canada            | 84                |
| Danimarca         | 25                |
| Finlandia         | 20                |
| Francia           | 106               |
| Germania          | 83                |
| Irlanda           | 12                |
| Italia            | 94                |
| Norvegia          | 30                |
| Nuova Zelanda     | 17                |
| Paesi Bassi       | 9                 |
| Polonia           | 47                |
| Portogallo        | 89                |
| Regno Unito       | 5                 |
| Romania           | 64                |
| Svezia            | 21                |

### Classifiche di fine anno
| Classifica (2016) | Posizione |
| ----------------- | --------- |
| Australia         | 90        |
| Belgio (Fiandre)  | 64        |
| Danimarca         | 59        |
| Paesi Bassi       | 51        |
| Regno Unito       | 26        |
| Svezia            | 67        |